# Arcopsis adamsi
Arcopsis adamsi är en musselart som först beskrevs av Dall 1886.  Arcopsis adamsi ingår i släktet Arcopsis och familjen Noetiidae. Inga underarter finns listade i Catalogue of Life.